# 圣安托万 (康塔尔省)
圣安托万（法語：Saint-Antoine，法語發音：[sɛ̃.t‿ɑ̃twan]）是法国康塔尔省的一个市镇，属于欧里亚克区。该市镇总面积7.22平方公里，2009年时的人口为106人。

## 人口
圣安托万人口变化图示
| 数据来源：INSEE |